# Dichilus
Dichilus é um género botânico pertencente à família Fabaceae.